# Diadegma argyloplocevora
Diadegma argyloplocevora är en stekelart som först beskrevs av Tohru Uchida 1932.  Diadegma argyloplocevora ingår i släktet Diadegma och familjen brokparasitsteklar. Inga underarter finns listade i Catalogue of Life.